# O ewiges Feuer, o Ursprung der Liebe, BWV 34a
O ewiges Feuer, o Ursprung der Liebe (BWV 34a) ist eine unvollständige Hochzeitskantate von Johann Sebastian Bach. Lediglich das komplette Libretto und die Sätze 2, 3 und 6 haben überlebt.

## Geschichte und Text
Bach komponierte diese Kantate in Leipzig um 1725 oder 1726, könnte das Werk jedoch auch 1727 oder später produziert haben. Kurz nach dessen Fertigstellung führte er diese Kantate auf einer Hochzeit auf. Da die Chornummern verloren gegangen sind, ist nicht bekannt, ob Bach ein Choral als Inspiration für das Werk verwendete.
Das Libretto eines unbekannten Autors basiert teilweise auf der Bibel. Sätze 3 und 4 verwenden die Bibelverse Psalm 128,4–6  und der finale Choral ist 4. Mose 6,24–26  entnommen.

## Besetzung und Aufbau
Das Stück ist für vier Solisten (Sopran, Alt, Tenor und Bass) und vierstimmigen SATB-Chor geschrieben und ist mit zwei Oboen, zwei Traversflöten, Pauken, drei Trompeten in D, zwei Violinen, einer Viola und dem Generalbass besetzt.
Die Kantate hat sieben Sätze, die in zwei Teile geteilt sind. Der erste Teil wird vor der Predigt und der zweite Teil danach aufgeführt.
Teil 1
1. Chor: O ewiges Feuer, o Ursprung der Liebe
2. Rezitativ (Bass): Wie, dass der Liebe hohe Kraft
3. Arie (Tenor) und Rezitativ (Alt): Siehe, also wird gesegnet der Mann, der den Herren fürchtet
4. Chor: Friede über Israel

Part 2
1. Arie (Alt): Wohl euch, ihr auserwählten Schafe
2. Rezitativ (Sopran): Das ist vor dich, o ehrenwürdger Mann
3. Chor: Gib, höchster Gott, auch hier dem Worte Kraft

## Musik
Der Eröffnungschor basiert auf Bildern des „ewigen Feuers“, die in den Streichinstrumenten dargestellt sind. Es folgt ein kurzes Secco-Rezitativ im Bass, das auf einer unvollkommenen h-Moll-Kadenz endet. Der dritte Satz existiert nur in rekonstruierten Formen; er begann wahrscheinlich mit Streichinstrumenten und dem Generalbass. Seine Struktur wechselt seltsamerweise zwischen Arie und rezitativen Episoden. Der Chor ruft zum Frieden auf.
Der zweite Teil beginnt mit einer Altarie, die auch in O ewiges Feuer, o Ursprung der Liebe, BWV 34 vorkommt. Es enthält eine Begleitung von Flöte und Violine. Ein kurzes Secco-Sopran-Rezitativ führt in den Schlusschor, für den nur Sopran- und Bassstimmen vorhanden sind. Infolgedessen ist unklar, welche Rolle die anderen Stimmen in der Bewegung gespielt hätten.

## Aufnahmen
- Gächinger Kantorei Stuttgart, Bach-Collegium Stuttgart, Helmuth Rilling. Edition Bachakademie Vol. 140 – Sacred Vocal Works/Magnificat BWV 243a. Hänssler Classic